# 후카다 쿄코
후카다 쿄코(일본어: 深田 恭子 ふかだ きょうこ[*], 1982년 11월 2일~)는 일본의 여배우이다. 한때 가수로도 활동했었다. 애칭은 후카쿙(深キョン), 쿄코링(きょーこりん)이다. 도쿄도 키타구 출신이다. 호리프로 소속. 신장은 163 cm, 혈액형은 O형이다.

## 약력
1996년 중학교 2학년 때 가수 카하라 토모미를 동경해, 제21회 호리프로 탤런트 스카우트 캐러밴 〈PURE GIRL 오디션 〉에서 2만명에 가까운 응모자 가운데서 그랑프리를 수상하며 연예계 들어갔다. 1997년 드라마 《해협》로 여배우 데뷔했다.
1998년 스카우트 캐러밴 출신을 중심으로 결성 된 〈아이돌 유닛 ‘HiP’〉에 참가 (다음 해 여름 〈HiP〉 졸업까지 라디오 프로그램과 이벤트 등에 출연). 그해 여름에 방송 된 금성무 주연 드라마 《신이시여, 조금만 더》(후지 TV)에서 HIV에 감염 된 여고생을 연기해 일약 각광을 받았다.
1999년 《귀신의 서가》(후지 TV)로 드라마 첫 주연. 같은해 5월에는 레코드 회사 11개사의 쟁탈전 끝에, 포니 캐년에서 첫 싱글 〈최후의 과일 (最後の果実)〉을 발매하고 가수 데뷔하였다. 이후 11월에는 피아니스트로서 미니 앨범 「Dear...」를 발표. 2000년, 아카가와 지로 원작의 《사자의 학원제》로 영화 첫 주연. 주제가 〈How?〉를 가창했다.
2001년 동급생 카토 아이, 카미료 사키 등과 호리코시 고등학교를 졸업했다. 다음 해인 2002년에는 일본 방송사 사상 최초로 한일 합작으로 제작된 드라마 《프렌즈》(MBC·TBS)에 출연, 처음으로 한국에 공식 내한했다.
2003년 일본의 여배우로서 처음으로 〈2003 봄/여름 파리 오트 쿠튀르 컬렉션〉에 참가해 패션 디자이너·카츠라 유미의 기모노 풍 드레스를 입고 런웨이에 서서 모델을 경험했다.
2004년 영화 《불량공주 모모코》에서 로리타 소녀·모모코 역을 맡아 제59회 마이니치 영화 콩쿠르 여우주연상을 최연소 수상한 것 외에 여러 상을 수상했다.
2005년 주연한 츠츠이 야스타카 원작의 드라마 《부호형사 디럭스》(TV 아사히)에서 고베 미와코 역을 맡았다. 또한 10월부터 《신 도모토 형제》(후지 TV)에서 첫 예능 프로그램 고정 출연 .
2009년 《천지인》에 요도도노 역으로 출연 첫 대하드라마 출연이 된다. 2010년 4월 공개된 영화 《이상한 나라의 앨리스》에서 앤 해서웨이가 연기한 하얀 여왕의 일본어판 더빙과, 2011년 공개된 영화 《두부 요괴》의 애니메이션 성우에 첫 도전했다.
2012년 《타이라노 키요모리》로 NHK 대하드라마에 3년 만에 출연하며, 타이라 토키코 역을 맡아 첫 히로인 출연했다. 이 작품으로 《천지인》(2009년)에 이은 두 번의 대하드라마 출연이 된다.
2015년 8월 《100만 번째 산 고양이》로 무대에 첫 도전했다.
2021년 5월 26일, 의사 적응 장애 진단을 받고 치료에 전념하기 위해 활동을 중단한다고 발표했다. 지난 봄 무렵부터 컨디션을 무너 뜨리는 경향이 되었다고 하고, 이달 들어 의사에 ‘적응 장애’ 진단을 받았다. 사무소에서는 이에 따라 “당분간 치료를 우선하고 일을 휴가하겠습니다”라고 전했다. 또한 이번 휴양에 의해 7월기에 출연 예정이었던 후지 TV 계열 연속 드라마 《최애 왕자님》에서도 하차했다. 2021년 9월 2일, 적응 장애에 의한 휴양을 마치고 활동을 재개하는 것을 자신의 인스타그램에 보고했다.

## 인물·기호
- 가족 구성은 아버지와 어머니, 6세 연하의 여동생이 있으며,[20] 조카도 있다.[21][22]

- 2세부터 시작한 수영을[23] “전생에 돌고래 (였을지)라고 만큼 사랑해요.” 그 수영이 좋아, 풀을 좋아하는 곳에서 공식 팬클럽 이름은 스스로 ‘pool’이라고 명명. 드라마 《화려한 스파이》, 《신 이시여, 조금만 더》의 타이틀 백이나 〈롯데·민트 블루〉, 〈기린·츄하이 ZERO〉의 CM에서도 실제로 본인이 헤엄치고있는 영상이 사용되고 있다. 또한 30세가 지나서부터 취미로 서핑을 즐기고 있다.[24]

- 4세 때부터 피아노를 시작,[12] 작곡도 한다. 1999년 출시 피아노 앨범 「Dear ...」에 수록 되어있는 타이틀 곡 〈Into The Light〉는 자작곡이다.[25] 첫 버라이어티 프로그램의 레귤러가 된 《신 도모토 형제》에서도, 도모토 브라더즈 밴드의 일원으로 피아노를 담당하고 있다.[12]

- 서예는 전문가 못지않은 솜씨로, 첫 주연 드라마 《귀신의 서가》의 타이틀 영상은 거대한 ‘귀신’의 문자를 다루었다.

- 프로 야구팀 요미우리 자이언츠의 팬이다.

- 〈전전생은 마리 앙투아네트〉라고 자부할만큼[23] 프랑스 왕비 마리 앙투아네트를 동경하고 있고, 2002년에는 후지 TV 특집 《후카다 쿄코가 간다! 왕자님을 찾는 여행·나를 베르사유에 데려가》로 프랑스 행도 완수했다.[26]

## 출연 작품
역할의 굵은 표시는 주연 작품

### 텔레비전 드라마
| 방송일자                           | 제목                                                                         | 역할                       | 방송사                   | 비고        |
| ---------------------------------- | ---------------------------------------------------------------------------- | -------------------------- | ------------------------ | ----------- |
| 1997년 4월 6일 ~ 27일              | 해협                                                                         |                            | NHK BS2                  | 데뷔작      |
| 1997년 4월 19일 ~ 6월 28일         | FiVE                                                                         | 요도 바시 사나에 / 카나에  | NTV                      |             |
| 1997년 7월 2일 ~ 9월 17일          | 그것이 답이다!                                                               | 미즈노 카즈네              | 후지 TV                  |             |
| 1998년 1월 7일 ~ 3월 18일          | 뉴스의 여자                                                                  | 우치다 아야                | 후지 TV                  |             |
| 1998년 7월 7일 ~ 9월 22일          | 신이시여, 조금만 더                                                          | 가노 마사키 (히로인)       | 후지 TV                  |             |
| 1999년 1월 12일 ~ 3월 23일         | 악마의 서가                                                                  | 카토 아유미                | 후지 TV                  |             |
| 1999년 7월 2일 ~ 9월 17일          | to Heart ~사랑하고 죽고 싶어~                                                | 미우라 토우코 (히로인)     | TBS                      |             |
| 1999년 8월 16일                    | 천국의 Kiss 제6화                                                            | 이즈미사와 미카            | TV 아사히                | 게스트 출연 |
| 1999년 9월 24일                    | 천국에 가장 가까운 남자·불꽃의 목숨 드라마 SP                                | 키미지마 히카루            | TBS                      |             |
| 2000년 1월 8일                     | 그리고 친구들                                                                | 타무라 유우                | TV 아사히                |             |
| 2000년 1월 11일 ~ 3월 21일         | 이매진                                                                       | 이이지마 아루하            | 칸사이 TV·후지 TV        |             |
| 2000년 7월 1일 ~ 9월 16일          | 푸드 파이터                                                                  | 타무라 마나미 (히로인)     | NTV                      |             |
| 2000년 11월                        | 드라마 SP 팀 TEAM                                                            | 다테노 유키                | 후지 TV                  |             |
| 2001년 1월 3일                     | 17년째 아빠로                                                                | 츠지사와 진코              | TBS                      |             |
| 2001년 1월 12일 ~ 3월 16일         | SOS                                                                          | 이리에 유이 (히로인)       | TBS                      |             |
| 2001년 4월 5일                     | 기묘한 이야기 봄의 특별편 〈친구 등록〉                                      | 니시지마 사유리            | 후지 TV                  |             |
| 2001년 7월 4일 ~ 9월 19일          | 파이팅 걸                                                                    | 요시다 사요코              | 후지 TV                  |             |
| 2002년 2월 4일·5일                 | 한일합작 드라마 〈프렌즈〉                                                   | 아사이 토모코              | TBS·MBC                  |             |
| 2002년 4월 17일 ~ 6월 26일         | First Love                                                                   | 에자와 카스미 (히로인)     | TBS                      |             |
| 2002년 9월 21일                    | 검은 10인의 여자                                                             | 시무라 시호                | 후지 TV                  |             |
| 2002년 10월 3일                    | 기묘한 이야기 가을 특별편 〈채용 시험〉                                      | 96번                       | 후지 TV                  |             |
| 2002년 10월 4일                    | 패자부활전                                                                   | 카사이 쥰코                | TV 아사히                |             |
| 2002년 10월 12일 ~ 12월 14일       | 리모트                                                                       | 아야키 쿠루미              | NTV                      | [ 27 ]      |
| 2002년 10월 13일 ~ 12월 22일       | 아버지                                                                       | 신도 메구미 (사녀)         | TBS                      |             |
| 2003년 8월 23일                    | 24시간 TV 스페셜 드라마 〈두사람 - 내가 택한 길〉                            | 카마가타 무츠미 (히로인)   | NTV                      |             |
| 2003년 10월 7일 ~ 12월 9일         | 규중 처녀                                                                    | 후루모리 아카리            | 칸사이 TV·후지 TV        |             |
| 2004년 1월 17일 ~ 3월 13일         | 그녀가 죽었다                                                                | 이시이 레이코 (히로인)     | NTV                      |             |
| 2004년 5월 24일 ~ 6월 21일         | 농가의 며느리가 되고 싶어                                                    | 요시카와 카즈코            | NHK                      |             |
| 2004년 7월 8일 ~ 9월 16일          | 미나미군의 연인                                                              | 호리키리 치요미            | TV 아사히                |             |
| 2004년 12월 13일 ~ 16일            | 크리스마스 따위 정말 싫어!                                                   | 쿠리하라 후유미            | NTV                      |             |
| 2004년 12월 28일                   | 연말 사극 〈토쿠가와 츠나요시 - 개라 불린 남자〉                             | 마츠코                     | 후지 TV                  |             |
| 2005년 1월 13일 ~ 3월 17일         | 부호 형사                                                                    | 칸베 미와코                | 아사히 방송·TV 아사히    |             |
| 2005년 4월 7일                     | 와다 아키코 특별기획 드라마 〈더 간호반장〉                                  | 카오루                     | TBS                      |             |
| 2005년 7월 14일 ~ 9월 15일         | 행복해지고 싶어!                                                             | 아사다 아키라              | TBS                      |             |
| 2005년 12월 5일                    | 우메코                                                                       | 오타 미요                  | TBS                      |             |
| 2006년 4월 9일·10일                | 붉은 기적                                                                    | 세키구치 와코              | TBS                      |             |
| 2006년 4월 21일 ~ 6월 23일         | 부호 형사 디럭스                                                             | 칸베 미와코                | 아사히 방송·TV 아사히    |             |
| 2006년 12월 29일                   | 오오쿠 스페셜 ~또 하나의 이야기~                                             | 오만 (사에구사 유키)       | 칸사이 TV·후지 TV        |             |
| 2007년 3월 13일                    | 내 머리속의 지우개                                                           | 코노 카나                  | NTV                      |             |
| 2007년 7월 5일 ~ 9월 20일          | 빵빵녀와 절벽녀                                                              | 마리아 마리                | 후지 TV                  |             |
| 2007년 8월 18일                    | 24시간 TV 스페셜 드라마 〈네가 준 여름 ~노력하면 행복해질 수 있어~〉         | 키자키 토키코 (히로인)     | NTV                      |             |
| 2007년 9월 9일                     | 이키루                                                                       | 오다기리 사치              | TV 아사히                |             |
| 2007년 11월 26일                   | 갈릴레오 제7화                                                               | 스가와라 시즈코            | 후지 TV                  | 게스트 출연 |
| 2007년 11월 25일                   | 푸른 눈동자와 구름                                                           | 이치노세 에리카            | WOWOW                    |             |
| 2008년 1월 11일 ~ 3월 14일         | 미래강사 메구루                                                              | 요시다 메구루              | TV 아사히                |             |
| 2008년 7월 15일 ~ 9월 16일         | 학교는 가르쳐주지 않는다!                                                    | 아이다 마이                | NTV                      |             |
| 2008년 9월 23일                    | 기묘한 이야기 가을 특별편 〈사후 혼〉                                        | 하바 히요리                | 후지 TV                  |             |
| 2009년 1월 4일 ~ 11월 22일         | 대하드라마 〈천지인〉                                                        | 요도도노                   | NHK                      |             |
| 2009년 3월 21일·22일               | 쿠로베의 태양                                                                | 카와구치 후미코            | 후지 TV                  |             |
| 2009년 7월 18일 ~ 9월 26일         | 화려한 스파이                                                                | 도로시 (히로인)            | NTV                      |             |
| 2010년 1월 12일 ~ 3월 16일         | 바른생활 사나이                                                              | 쿠리타 나루미 (히로인)     | 칸사이 TV·후지 TV        |             |
| 2010년 9월 20일                    | 여름의 사랑은 무지개색으로 빛난다 최종화                                     | 모치나가 알리사            | 후지 TV                  | 게스트 출연 |
| 2010년 10월 12일 ~ 12월 14일       | 세컨드 버진                                                                  | 스즈키 마리에              | NHK                      |             |
| 2010년 11월 21일 ~ 2011년 1월 16일 | 환야                                                                         | 신카이 미후유              | WOWOW                    |             |
| 2011년 10월 21일 ~ 12월 16일       | 전업주부탐정~나는 그림자                                                     | 아사기 세리나              | TBS                      |             |
| 2012년 1월 ~ 12월                  | 대하드라마 〈타이라노 키요모리〉                                             | 타이라 토키코 (히로인)     | NHK                      |             |
| 2012년 10월 14일 ~ 12월 23일       | 도쿄 에어포트~도쿄 공항 관제 보안부~                                         | 시노다 카오리              | 후지 TV                  |             |
| 2013년 7월 8일 ~ 9월 16일          | 이름 없는 독                                                                 | 카지타 사토미 (히로인)     | TBS                      |             |
| 2013년 8월 17일                    | 정말로 있었던 무서운 이야기 여름 특별편 2013 〈그림자 암시〉                 | 토야마 미와                | 후지 TV                  |             |
| 2013년 8월 24일                    | 24시간 TV 스페셜 드라마 〈오늘은 안녕〉                                      | 오오쿠보 유리코 (히로인)   | NTV                      |             |
| 2014년 4월 8일 ~ 6월 3일           | 사일런트 푸어                                                                | 사토미 료                  | NHK                      |             |
| 2014년 7월 7일                     | 승무원 형사 ~뉴욕 살인 사건~                                                 | 사이토 미호                | 후지 TV                  |             |
| 2014년 8월 25일                    | 테레비 미래 유산 “종전 69년” 드라마 특별 기획 〈먼 약속 ~별이 된 어린이들~〉 | 마즈바라 키요미            | TBS                      | [ 28 ]      |
| 2014년 10월 21일 ~ 12월 23일       | 여자는 그것을 용서하지 않아                                                  | 이와사키 레이              | TBS                      |             |
| 2015년 2월 6일 ~ 3월 20일          | 세컨드 러브                                                                  | 니시하라 유이 (히로인)     | TV 아사히                |             |
| 2016년 1월 12일 ~ 3월 15일         | 별 볼 일없는 나를 사랑해주세요                                               | 시바타 미치코              | TBS                      |             |
| 2016년 10월 8일                    | 기묘한 이야기 가을 특별편 〈버림마의 여인〉                                  | 토키타 시오리              | 후지 TV                  | [ 29 ]      |
| 2017년 1월 13일 ~ 3월 17일         | 하극상 수험                                                                  | 사쿠라이 코나츠코 (히로인) | TBS                      | [ 30 ]      |
| 2017년 7월 14일 ~ 9월 15일         | 헬로 네즈미                                                                  | 시다와라 란코 (히로인)     | TBS                      | [ 31 ]      |
| 2018년 1월 18일 ~ 3월 22일         | 이웃집 가족은 푸르게 보인다                                                  | 나나                       | 후지 TV                  |             |
| 2019년 1월 15일 ~ 3월 19일         | 처음 사랑을 한 날에 읽는 이야기                                              | 하루미 준코                | TBS                      |             |
| 2019년 6월 7일                     | 홋카이도 150년 기념 드라마 〈영원의 니시파 ~홋카이도라 이름 붙인 남자~〉     | 리세 (히로인)              | NHK 삿포로 제작·NHK 종합 | [ 32 ]      |
| 2019년 7월 11일 ~ 9월 26일         | 루팡의 딸 제 1시리즈                                                         | 미쿠모 하나                | 후지 TV                  | [ 33 ]      |
| 2020년 10월 15일 ~ 12월 10일       | 루팡의 딸 제 2시리즈                                                         | 미쿠모 하나                | 후지 TV                  |             |

### 영화
| 개봉일자         | 제목                                                                        | 역할                 | 배급사             | 비고                               |
| ---------------- | --------------------------------------------------------------------------- | -------------------- | ------------------ | ---------------------------------- |
| 1998년 4월 29일  | 신주쿠 소년 탐정단                                                          | 유메노 미카          | 쇼치쿠             |                                    |
| 1999년 1월 23일  | 링 2                                                                        | 사와구치 미키        | 도호               |                                    |
| 2000년 8월 5일   | 사자의 학원제                                                               | 유키 마치코          | 도에이             |                                    |
| 2001년 2월 10일  | 도쿄★잔스 제3화 〈약속〉                                                    |                      |                    | 진혜림 감독작의 단편 옴니버스 영화 |
| 2002년 10월 12일 | Dolls                                                                       | 야마구치 하루나      | 쇼치쿠             |                                    |
| 2003년 10월 4일  | 음양사 II                                                                   | 후지와라 일 요시코   | 도호               |                                    |
| 2003년 11월 8일  | 아수라의 고토쿠                                                             | 사녀·카미우치 사키코 | 도호               |                                    |
| 2004년 5월 29일  | 불량공주 모모코                                                             | 류가사키 모모코      | 도호               |                                    |
| 2006년 1월 21일  | 천사                                                                        | 천사                 | 쇼치쿠             | [ 34 ]                             |
| 2006년 12월 16일 | 이누가미가의 일족                                                           | 하녀·하루            | 쇼치쿠             |                                    |
| 2009년 3월 7일   | 이겨라 승리호                                                               | 드론조               | 쇼치쿠 / 닛카쓰    |                                    |
| 2009년 12월 19일 | 울루루의 숲 이야기                                                          | 이쿠노 치에          | 도호               |                                    |
| 2010년 9월 25일  | 연애 희곡 ~ 저와 사랑에 빠졌습니다~                                         | 타니야마 마유미      | 쇼게이트           |                                    |
| 2011년 8월 6일   | 여기는 카츠시카구 카메아리 공원앞 파출소 더 무비: 카치도키 다리를 봉쇄하라! | 사와무라 모모코      | 쇼치쿠             | [ 35 ]                             |
| 2011년 9월 23일  | 극장판 세컨드 버진                                                          | 스즈키 마리에        | 쇼치쿠             |                                    |
| 2011년 10월 8일  | 새벽 거리에서                                                               | 니카니시 아키바      | 카도카와 영화      |                                    |
| 2011년 10월 29일 | 멋진 악몽                                                                   | 마에다 쿠마          | 도호               |                                    |
| 2011년 12월 21일 | 와일드 7                                                                    | 혼마 유키            | 워너 브라더스 영화 |                                    |
| 2013년 11월 9일  | 룸메이트                                                                    | 니시무라 레이코      | 도에이             |                                    |
| 2014년 3월 8일   | 위대한, 슈라라봉                                                            | 히노데 요코          | 도에이             |                                    |
| 2014년 6월 21일  | 초고속! 참근교대                                                            | 오사키               | 쇼치쿠             |                                    |
| 2015년 1월 31일  | 조커 게임                                                                   | 린                   | 도호               | [ 36 ]                             |
| 2016년 9월 10일  | 초고속! 참근교 리턴즈                                                       | 쇼치쿠               | [ 37 ]             |                                    |
| 2018년 6월 15일  | 하늘을 나는 타이어                                                          | 아카무라 후미에      | 쇼치쿠             | [ 38 ] [ 39 ]                      |
| 2021년 10월 15일 | 극장판 루팡의 딸                                                            | 미쿠모 하나          | 도에이             |                                    |

### 무대
| 공연일자                              | 제목                 | 역할        | 공연장소                     | 비고   |
| ------------------------------------- | -------------------- | ----------- | ---------------------------- | ------ |
| 2015년 8월 15일 ~ 30일·10월 2일 ~ 4일 | 100만 번째 산 고양이 | 하얀 고양이 | 도쿄 예술 극장 / 극장 BRAVA! | [ 40 ] |

### 극장판·TV 애니메이션
| 개봉/방송일자 | 제목                                         | 역할                | 배급사/방송사      | 비고              |
| ------------- | -------------------------------------------- | ------------------- | ------------------ | ----------------- |
| 2008년        | 얏타맨                                       | 본인(실사판의 정체) | 요미우리 TV        | TV 애니메이션     |
| 2011년 4월    | 두부 요괴                                    | 두부 요괴           | 워너 브라더스 영화 | 극장판 애니메이션 |
| 2021년 6월    | 날아라! 호빵맨 둥실둥실 후와리과 구름의 나라 | 후와리              | 도쿄 테아토르      | [ 41 ]            |

### 외화 더빙
| 개봉/일자  | 제목                 | 역할                       | 배급사/방송사      | 비고                      |
| ---------- | -------------------- | -------------------------- | ------------------ | ------------------------- |
| 2010년 4월 | 이상한 나라의 앨리스 | 하얀 여왕 (앤 해서웨이 분) | 월트 디즈니 픽처스 | 미국 영화 / 일본어판 더빙 |

### 게임
- 유라시아 익스프레스 살인사건 (1998년, 에닉스) - 도이하라 사나에 역
- 개회사 DS (2009년, 사이버 프론트) - 주인공 역

## 그 외 출연

### 다큐멘터리
- 슈퍼 프리미엄 니치후츠 유코 160년 철저히 프랑스! 매혹의 5시간 SP (2018년 9월 15일, NHK BS 프리미엄) - 메인 퍼스낼리티[43]
- 철저히 프랑스! 후카다 쿄코의 자포니즘 2018 (2018년 9월 24일, NHK 종합)[44]

### 음악 방송
- 감사 오자키 유타카 요청에 되살아나는 영원한 시 (1998년 4월, NHK BS2) - 사회 안내
- 신 도모토 형제 (2005년 10월 ~ 2011년 3월, 후지 TV)[12]
- 제60회 NHK 홍백가합전 (2009년 12월 31일, NHK 종합) - 심사위원

### 버라이어티
- 쿄코 선생님의 공상 양호실 (2011년 7월 11일 ~ 14일, NHK E 텔레)

### 라디오
- HIPHOP 파라다이스 (분카 방송) - 퍼스널리티
- 후카다 쿄코 IN MY ROOM (2000년 10월 ~ 2002년 3월, 닛폰 방송) - 레귤러 퍼스널리티
- 라디오 심야 항공편 인터뷰 스페셜 (2012년 6월 5일, ※6월 4일 심야, NHK 라디오 제 1) - 퍼스널리티

### 광고 (CM)
- 오지 제지 〈네피어〉
- 롯데
  - 가나 초콜릿 (2000년)
  - 자일리톨껌 +2 핑크 민트 (2001년)
- NTT 동일본 〈번호 표시〉 (2000년)
- 시세이도 〈브리즈〉
- 카도카와 서점 〈카도카와 문고 '99 여름의 명작 150〉
- 산토리 음료
  - 데카 비타 C (2000년)
  - 낫짱 스무디 (2004년)
  - 켈로그 한잔 아침 과일 구라노라 (2015년 4월)
- 닛신 식품 〈청일 Spa 왕〉 (2000년 ~ 2002년)
- NTT 도코모 간사이 (2002년 12월 ~ 2003년)
- KOSE 〈파시오〉 (2000년 ~ 2002년)
- 로토 제약 〈C 큐브 시리즈〉 (2002년 ~ 2005년)
- 일본적십자사 〈헌혈〉 (2003년 1월)
- 나들이옷의 마루
- 메이지 생명
- 메나도 화장품 (2005년 ~ )
  - 페어 루슨트 약용 콘센트 레이트 화이트
  - 약용 리시아루 EX
  - 스킨 케어 브랜드 〈약용 리시아루 EX〉 (2005년 6월 ~ )
  - 미백 브랜드 시리즈 〈페어 루슨트〉 - 마츠자카 케이코와 공동 출연
  - 메나도 【기업CM】 (2008년 ~ )
  - 훼이시 살롱 CM (2009년 ~ )
- 기린 맥주 〈츄하이 빙결〉 (2008년 ~ 2011년)
- 에자키 글리코
  - 일본종단 글리코 웨건 (2010년 12월)
  - 비스코 (2017년 3월 ~ )
  - 가위 바위 보 글리코 2020 '(2020년 2월)
- 글리코 유업 〈드로릿치〉 (2011년 10월)
- gloops 〈대소환!! 마지게토〉 (2012년 3월)
- 리쿠르트 〈타운워크〉 (2012년 9월)
- 오츠카 제약 〈포카리 스웨트 이온워터〉 (2013년 4월 ~ 2014년)
- 다이토겐사쿠 〈좋은 방 NET〉 (2013년 7월 ~ 2015년 6월)
- 다이하츠 자동차 〈미라이스〉 (2014년 7월)
- 닛신보 홀딩스 (2015년 4월 ~ )
- 아리나민 제약 〈아리나민 A〉 (2015년 12월 ~ )
- 가이타메토코무 (2016년)
- 일본 스포츠 진흥 센터 BIG (2016년 4월 ~ 2018년)
- UQ 커뮤니케이션 〈UQ 모바일〉 (2016년 10월 ~ ) - 타베 미카코, 나가노 메이와 공동 출연
- 삿포로 맥주 〈에비스 화아〉 (2017년 3월 ~ 2018년)
- 4K8K 추진 캐릭터 (2018년)
- 니치레이 푸드
  - 조각있는! 샐러드 치킨 (2018년 7월 ~ )
  - 본격 볶은 볶음밥 (2019년 4월 ~ )
  - 최고급 등심 돈까스 (2020년 3월 ~ )
- 도쿄 가스 〈도쿄 가스 전기〉 (2018년 7월 ~ 2020년)
- 파소루 경력 doda (2018년 10월 ~ 2020년)
- 기린 베버리지 〈오후의 홍차 더 마이스터즈 밀크티〉 (2019년 3월 ~ )
- 요코하마 타이어 〈BluEarth-GT AE51〉 (2020년 1월)
- 유니클로
  - 스마트 팬츠 (2020년 8월)
  - 메리노 스웨터 (2020년 9월)
- 서일본 시티 은행 〈캐시 에이스〉 (2021년 2월 ~ )
- Cygames 〈방치소녀 ~백화요란의 맹희들~〉 (2021년 4월 ~ )

## 음반

### CD

#### 싱글 앨범
|     | 발매일          | 제목                                             | 규격       | 규격번호              | 비고 |
| --- | --------------- | ------------------------------------------------ | ---------- | --------------------- | --- |
| 1st | 1999년 5월 19일 | 最後の果実 최후의 과일                           | CD         | PCCA-01338 CCA-01339  | 한정반에는 보너스 트랙, 통상반에는 타이틀 곡의 인스트루멘털을 수록.                                               |
| 2nd | 1999년 9월 1일  | イージーライダー 이지라이더                      | CD         | PCCA-01355            | 카도카와 문고 '99 여름의 명작 150 CM 송.                                                                          |
| 3rd | 2000년 2월 2일  | 煌めきの瞬間 설레임의 시간                       | CD         | PCCA-01406            | 드라마 《이매진》 주제가.                                                                                         |
| 4th | 2000년 7월 19일 | How?                                             | CD         | PCCA-01451            | 영화 《사자의 학원제》 주제가.                                                                                    |
| 5th | 2001년 6월 6일  | スイミング 스위밍                                | CD         | PCCA-80004            | KOSE 파시오 CM 송.                                                                                                |
| 6th | 2001년 10월 3일 | キミノヒトミニコイシテル 너의 눈에서 사랑을 느껴 | CD         | PCCA-80006            | KOSE 파시오 CM 송.                                                                                                |
| 7th | 2002년 5월 22일 | ルート246 루트 246                               | CD＋DVD CD | PCCA-01686 PCCA-70005 | 후카다 쿄코 &The Two Tones 명의. 프로듀스는 코니시 야스하루. KOSE 파시오 CM 송. 첫회 한정반은 MV 수록의 DVD 첨부. |

#### 정규 앨범
|             | 발매일           | 제목                        | 규격 | 규격번호   | 비고 |
| ----------- | ---------------- | --------------------------- | ---- | ---------- | --- |
| 미니 앨범   |                  |                             |      |            | |
| 1st         | 1999년 11월 17일 | Dear…                       | CD   | PCCA-01395 | 후카다 쿄코에 의한 피아노 연주를 중심으로 한 경음악 미니 앨범. 타이틀 곡 〈Dear...〉와 〈Into The Light〉의 2곡에서는 스스로 작곡도 다루고 있다. 프로듀스는 편곡·첼로 연주의 미조구치 하지메가 담당. |
| 정규 앨범   |                  |                             |      |            | |
| 1st         | 2000년 3월 15일  | moon                        | CD   | PCCA-01422 | |
| 2nd         | 2001년 11월 21일 | Universe                    | CD   | PCCA-01594 | 사운드 크리에이터로서 코니시 야스하루, 오다 테츠로, Shusui (canna), 아사모토 히로후미 외 참여. |
| 리믹스 앨범 |                  |                             |      |            | |
| 1st         | 2002년 8월 21일  | Flow ~Kyoko Fukada Remixes~ | CD   | PCCA-01732 | |

#### 기타
|           | 발매일          | 제목                                | 규격 | 규격번호   | 레이블                     | 비고 |
| --------- | --------------- | ----------------------------------- | ---- | ---------- | -------------------------- | --- |
| 낭독 앨범 | 2005년 8월 24일 | 일본 옛이야기~페어리 스트림즈 제3권 | CD   | COCX-33343 | 컬럼비아 뮤직 엔터테인먼트 | 호리프로 45주년 TOKYO-FM 35주년을 기념한, 호리프로 소속 탤런트 총출동의 낭독 프로그램 《페어리 스토리》 (2005년 4월 ~ )를 CD화 기획 앨범 3권 (전 10권). 두 번째 〈설녀의 선물〉을 낭독. |

### DVD
- for me (1998년 12월 18일 VHS / 1999년 1월 20일 DVD, 포니캐년)
- to me (1999년 2월 17일 VHS / 1999년 3월 17일 DVD, 포니캐년)
- for you (1999년 12월 17일 VHS / 1999년 12월 17일 DVD, 포니캐년)
- to you (2001년 6월 20일 VHS / 2001년 6월 20일 DVD)
- 스무살 기념반 후카다 쿄코 〈시간의 나라의 앨리스 〉 (2002년 11월 2일 VHS / DVD, 파이오니어 LDC)
- 스무살 기념반 후카다 쿄코 〈본 모습의 앨리스〉 (2002년 11월 2일 VHS / DVD, 파이오니어 LDC)
- 스무살 기념반 후카다 쿄코 〈시간의 나라의 앨리스 〉 & 〈본 모습의 앨리스〉 프리미엄 세트 (2002년 11월 2일, 파이오니어 LDC)
- 여배우 논픽션 The Lost Treasure 도준카이 아파트 ~기억의 상속~ (2003년 12월 17일, 포니캐년)
- 후카다 쿄코 in 불량공주 모모코  메이킹 DVD (2004년 5월 21일, 아뮤즈 소프트 엔터테인먼트)
- 후카다 쿄코 〈천사〉가 되는 방법 메이킹 DVD (2006년 1월 14일, 해피넷 픽처스)

## 서적
- 포토 & 에세이 WATER LOVING (2000년 5월, 주부와 생활사) ISBN 4-391-12436-X
- 비주얼 북 후카다 쿄코 in 사자의 학원제 (2000년 6월, 카도카와 서점) ISBN 4-04-853233-2
- 아고나시 겐과 나 이야기 통산 122회 (2001년 1월·12월, 코단샤) 얀마가 KC 스페셜 8권 수록

### 사진집
- 풀 (1998년 7월 25일, 리틀 모어) ISBN 4-947648-76-7
- COLORS (1998년 12월, 각켄 홀딩스) ISBN 4-05-401014-8
- AVENIR (2001년 5월, 각켄 홀딩스) ISBN 4-05-401407-0
- friends (2002년 1월 25일, 슈에이샤) ISBN 4-08-780345-7
- KYOKO8203 (통째로 후카다 쿄코 BOOK) (2003년 4월 4일, 슈에이샤) ISBN 4-08-780374-0
- 후카다 쿄코 in 시모츠마 이야기 (2004년 5월, 피아) ISBN 4-8356-0937-9
- 후카다 쿄코 meets 천사 (영화 〈천사〉 Photo Making Book) (2006년 1월, 쇼덴샤) ISBN 4-396-46009-0
- 25세 (2008년 11월 1일, 카도카와) ISBN 978-4-048-95034-3
- KYOKO TOKYO PIN-UP GIRL (2009년 2월 20일, 와니북스) ISBN 9784847041617
- EXOTIQUE (2010년 11월 2일, 와니북스) ISBN 978-4847043260
- 월간 NEO 후카다 쿄코 (2011년 2월 8일, 넷트·프런티어) ISBN 978-4862058263
- Blue Moon (2012년 11월 24일, 와니북스) ISBN 9784847045059
- (un) touch (2014년 3월 13일, 코단샤)[47] ISBN 978-4062189163
- Down to earth (2014년 12월 10일, 와니북스)[48] ISBN 978-4-8470-4693-3
- This Is Me (2016년 7월 23일, 슈에이샤)[49] ISBN 978-4087807899
- AKUA (2016년 7월 23일, 슈에이샤)[49] ISBN 978-4087807943
- Reflection (2016년 11월 12일, 슈에이샤)[50] ISBN 978-4087808032
- palpito (2017년 12월 20일, 코단샤)[5][51] ISBN 978-4062208857
- Blue Palpitations (2018년 9월 20일, 코단샤)[52] ISBN 978-4065136379
- Brand new me (2020년 5월 13일, 슈에이샤)[53] ISBN 978-4087900095

## 수상 경력
| 연도   | 시상식                                                      | 부문                         | 작품                            | 출처   |
| ------ | ----------------------------------------------------------- | ---------------------------- | ------------------------------- | ------ |
| 1996년 | 제21회 호리프로 탤런트 스카우트 캐러밴 〈PURE GIRL 오디션〉 | 그랑프리                     | 빈칸                            |        |
| 1998년 | 제36회 골든 애로상                                          | 최우수 신인상·방송 신인상    | 빈칸                            |        |
| 1998년 | 엘란도르상                                                  | 신인상                       | 빈칸                            |        |
| 1998년 | 베스트 스마일 오브 더 이어                                  | 여성 부문                    | 빈칸                            |        |
| 1998년 | 제18회 더 텔레비전 드라마 아카데미상                        | 여우조연상                   | 신이시여, 조금만 더             |        |
| 1999년 | 제22회 더 텔레비전 드라마 아카데미상                        | 여우조연상                   | 투하트 ~사랑하며 죽고싶어~      |        |
| 2000년 | 제13회 닛칸 스포츠 영화 대상                                | 신인상                       | 죽은 자의 학원제                |        |
| 2001년 | 제24회 일본 아카데미상                                      | 신인 배우상                  | 죽은 자의 학원제                |        |
| 2001년 | 제12회 일본 주얼리 베스트 드레서상                          | 10대 부문                    | 빈칸                            |        |
| 2001년 | 제2회 베스트 스위머상                                       | 여성 부문                    | 빈칸                            |        |
| 2001년 | 제30회 더 텔레비전 드라마 아카데미상                        | 베스트 드레서상              | 파이팅 걸                       |        |
| 2002년 | 제35회 더 텔레비전 드라마 아카데미상                        | 베스트 드레서상              | 리모트                          |        |
| 2003년 | 스무살의 베스트 펄 드레서 2003                              | 개인 부문                    | 빈칸                            |        |
| 2004년 | 제59회 마이니치 영화 콩쿠르                                 | 여우주연상                   | 불량공주 모모코                 |        |
| 2004년 | 제26회 요코하마 영화제                                      | 여우주연상                   | 불량공주 모모코                 |        |
| 2004년 | 제14회 도쿄 스포츠 영화 대상                                | 여우주연상                   | 불량공주 모모코                 |        |
| 2005년 | 제28회 일본 아카데미상                                      | 우수 여우주연상              | 불량공주 모모코                 |        |
| 2005년 | 유바리 국제 판타스틱 영화제 2005                            | 맥스팩터 뷰티 스피릿상       | 빈칸                            |        |
| 2005년 | 제18회 DVD & 비디오 데이터 대상                             | 베스트 탤런트상              | 빈칸                            |        |
| 2006년 | 네일 퀸 2006                                                | 배우 부문                    | 빈칸                            |        |
| 2009년 | 제2회 골드 메이크업상                                       | 패션 부문                    | 빈칸                            |        |
| 2009년 | 제19회 도쿄 스포츠 영화 대상                                | 여우조연상                   | 얏타맨                          |        |
| 2009년 | 제52회 블루 리본상                                          | 여우조연상                   | 얏타맨                          |        |
| 2009년 | 네일 퀸 2009                                                | 배우 부문                    | 빈칸                            |        |
| 2010년 | 네일 퀸 2010                                                | 배우 부문 (명예의 전당 입성) | 빈칸                            | [ 54 ] |
| 2015년 | 제26회 일본 주얼리 베스트 드레서상                          | 30대 부문                    | 빈칸                            | [ 55 ] |
| 2017년 | VOCE BEST COSMETICS AWARDS 2017                             | 특별상                       | 빈칸                            | [ 56 ] |
| 2019년 | 제42회 일본 아카데미상                                      | 우수 여우조연상              | 하늘을 나는 타이어              | [ 57 ] |
| 2019년 | 제100회 더 텔레비젼 드라마 아카데미상                       | 여우주연상                   | 처음 사랑을 한 날에 읽는 이야기 | [ 58 ] |

### 내용주
1. ↑  일부 매체에서는 《FiVE》(NTV)가 여배우 데뷔작이라고 되어있다.[5]
2. ↑  윤손하와 공동 주연
3. ↑  원빈과 공동 주연
4. ↑  이이지마 나오코와 공동 주연
5. ↑  니노미야 카즈나리와 공동 주연
6. ↑  마츠시타 유키와 공동 주연
7. ↑  홋카이도 지방 한정만. 일본 내 전국 방송은 7월 15일이다.
8. ↑  개봉일 기준은 일본에서의 개봉일이다.
9. ↑  제59회 베니스 국제 영화제 경쟁부문 공식 출품작.
10. ↑  2004년 5월 13일 칸 영화제에 신설된 필름 마켓에서 《Kamikaze Girls(카미카제 걸스)》라는 제목으로 상영되면서 호평을 받아, 7개국에서 상영 결정하고 공개되었다. 이 후 많은 영화제 에 초청 돼 2006년에는 칸 영화제와 병행하여 열린 칸 주니어 페스티벌 (청소년 영화 공모전)에서 일본 방화 최초로 그랑프리를 수상했다.
11. ↑  개봉·방송일자 기준은 일본에서의 공개일이다.
12. ↑  개봉일자 기준은 일본에서의 공개일이다.

### 참조주
1. 1 2  “「탤런트 스카우트 캐러밴」그랑프리에 후카다 쿄코 씨”. 《zakzak》. 1996년 10월 21일. 1997년 7월 14일에 원본 문서에서 보존된 문서.
2. 1 2  “후카다 쿄코 공식 프로필”. 호리프로. 2016년 4월 12일에 확인함.
3. ↑  “『호리프로 TSC』 에히메 중2·야마자키 레이나 씨가 GP 「영화나 드라마에 나올 수 있는 여배우가 되고 싶어요!」”. ORICON NEWS. 2020년 12월 12일. 2021년 1월 8일에 확인함.
4. 1 2 3 4  “후카다 쿄코 - 약력·필모그래피”. 《KINENOTE》. 키네마준보. 2018년 7월 26일에 확인함.
5. 1 2 3 4 5 6  “【화제의 사자】「나는 조금 신중할지도...」매우 침착한 후카다 쿄코 씨 2017년의 설레임”. 산케이 디지털. 2017년 12월 31일. 2018년 7월 26일에 확인함.
6. 1 2 3  “후카다 쿄코”. 타워 레코드. 2013년 11월 21일. 2018년 7월 26일에 확인함.
7. ↑  “후카다 쿄코가 가수 데뷔”. 《SAMSPO.COM》. 1999년 3월 23일. 2001년 7월 9일에 원본 문서에서 보존된 문서. 2018년 7월 26일에 확인함.
8. ↑  “후카쿙 눈물의 졸업식 카토 아이와 호리코시 높은 자립”. 《스포츠호치》. 2001년 2월 15일. 2001년 12월 18일에 원본 문서에서 보존된 문서.
9. ↑  “일본 여배우 최초 파리 콜렉션 데뷔 후카다 쿄코”. 《tv asahi 신문＆뉴스》. 아사히 신문. 2002년 12월 21일. 2018년 7월 26일에 원본 문서에서 보존된 문서. 2018년 7월 26일에 확인함.
10. ↑  “후카쿙, 파리에서 만든 20세의 추억”. 《zakzak》. 2003년 1월 23일. 2003년 7월 11일에 원본 문서에서 보존된 문서. 2018년 7월 26일에 확인함.
11. ↑  ““젊어짐이 계속” 후카다 쿄코 동성에게 미움없는 이유”. ORICON STYLE. 2016년 8월 4일. 2016년 8월 7일에 확인함.
12. 1 2 3 4  “후카쿙 「신 도모토 형제」에서 밴드 첫 경험”. 《Sponichi Annex》. 2005년 9월 23일. 2005년 12월 19일에 원본 문서에서 보존된 문서. 2014년 8월 12일에 확인함.
13. ↑  “오구리 슌이 09년 대하 「천지인」에서 성인 미츠나리”. 《nikkansports.com》. 2008년 9월 9일. 2018년 7월 26일에 확인함.
14. ↑  “후카다 쿄코 이번에는 “하얀 여왕”에! - 「한 걸음이 잘못하면 요괴가 되는 것」”. 마이 나비 뉴스. 2010년 4월 29일. 2018년 7월 26일에 원본 문서에서 보존된 문서. 2018년 7월 26일에 확인함.
15. ↑  “후카다 쿄코, 애니메이션 성우 첫 도전에서 “두부 요괴”로 변신! 「자신의 목소리로 움직이는 것이 재미」”. 시네마투데이. 2010년 11월 17일. 2018년 7월 26일에 확인함.
16. ↑  “후카쿙, 20년 만에 무대 첫 도전 「새로운 세계를 아는 멋진 만남에」”. 스포니치 아넥스. 2015년 2월 18일. 2015년 2월 18일에 확인함.
17. ↑  “후카다 쿄코가 활동 중단을 발표...적응 장애로 7월기 후지 TV 연속 드라마는 강판”. 스포츠호치. 2021년 5월 26일. 2021년 5월 26일에 확인함.
18. ↑  “히가 마나미, 후카다 쿄코 대역에서 후지 연속 드라마 첫 주연 「마지막까지 최선」 와타나베 케이스케와의 “역 마이·페어·레이디” 그린다”. 《ORICON NEWS》 (oricon ME). 2021년 5월 29일. 2021년 9월 2일에 확인함.
19. ↑  “후카다 쿄코가 활동 재개를 보고 「마음과 몸도 회복」 “적응 장애” 5월에 휴양 발표”. 《ORICON NEWS》. 2021년 9월 2일. 2021년 9월 2일에 확인함.
20. ↑  “후카다 쿄코, 6세 연하의 여동생에게 「여우라고 생각했습니다」”. 《SANSPO.COM》. 2016년 7월 10일. 2017년 7월 13일에 확인함.
21. ↑  “후카쿙이 큰이모에 조카 우유 사진에 팬 기절 「천사와 천사」”. 《데일리 스포츠onine》. 2017년 8월 9일. 2018년 7월 26일에 확인함.
22. ↑  “후카다 쿄코, 결혼하지 않는 이유를 밝힌다”. 모델프레스. 2018년 7월 24일. 2018년 7월 26일에 확인함.
23. 1 2  “앙투아네트 바람? 금발 후카쿙”. 《Sponichi Annex》. 2001년 5월 18일. 2001년 6월 4일에 원본 문서에서 보존된 문서. 2015년 1월 24일에 확인함.
24. ↑  “흰색 비키니에서 파도 타기 즐기는 후카다 쿄코, 긴장된 아름다운 몸에서 “32세의 지금을 표현””. ORICON NEWS. 2014년 11월 25일. 2018년 2월 24일에 확인함.
25. ↑  “후카다 쿄코가 미니 앨범 수록”. 《SANSPO.COM》. 1999년 11월 1일. 2001년 12월 14일에 원본 문서에서 보존된 문서. 2017년 4월 25일에 확인함.
26. ↑  “후카쿙 웨딩 드레스 공주님 기분”. 《SANSPO.COM》. 2002년 1월 31일. 2003년 10월 3일에 원본 문서에서 보존된 문서. 2015년 11월 21일에 확인함.
27. ↑  “코이치와 첫 공동 출연 드라마·후카쿙 경찰”. 《닛칸스포츠》. 2002년 10월 3일. 2002년 10월 15일에 원본 문서에서 보존된 문서. 2017년 4월 25일에 확인함.
28. ↑  “후카다 쿄코 씨 「여자는 그것을 허락하지 않는다」”. YOMIURI ONLINE. 2014년 11월 25일. 2015년 11월 22일에 원본 문서에서 보존된 문서. 2016년 4월 12일에 확인함.
29. ↑  “쿠로키 메이사, 나리미야 히로키, 후카다 쿄코, 키타무라 카즈키 주연!”. 《토레타레 후지테레비》. 2016년 10월 1일. 2016년 10월 4일에 원본 문서에서 보존된 문서. 2016년 10월 3일에 확인함.
30. ↑  “아버지 딸의 감동 실화 「하극상 시험」이 드라마화! 아베 사다오 & 후카다 쿄코가 부부에”. 영화.com. 2016년 11월 23일. 2016년 11월 23일에 확인함.
31. ↑  “에이타, 4년 만 연속 드라마 주연 후카다 쿄코, 모리타 고, 야마구치 토모코와 명작 탐정 만화에 도전”. 《ORICON NEWS》 (oricon ME). 2017년 3월 23일. 2017년 3월 23일에 확인함.
32. ↑  “마츠모토 준, NHK 드라마 주연! 탐험가·마츠우라 타케시로 역에서 후카다 쿄코와 공연”. 《시네마투데이》 (주식회사 시네마투데이). 2018년 6월 28일. 2018년 6월 29일에 확인함.
33. ↑  “후카다 쿄코 & 세토 코지가 드라마 「루팡의 딸」에서 호흡 도둑의 딸과 경찰의 러브 코미디”. 《영화 나탈리》 (나타샤). 2019년 5월 10일. 2019년 5월 10일에 확인함.
34. ↑  “후카다 쿄코, 대사가 없는 역할에 전력 투구!...영화 「천사」”. 《SANSPO.COM》. 2005년 7월 7일. 2005년 11월 28일에 원본 문서에서 보존된 문서. 2017년 4월 25일에 확인함.
35. ↑  “코스프레에서 성우까지 해내 후카쿙이 료 씨 상대로 2인의 첫 도전”. MovieWalker. 2011년 8월 1일. 2015년 1월 24일에 확인함.
36. ↑  “후카쿙이 손을 묶여 상처 투성이...충격 비주얼 공개”. 시네마투데이. 2014년 10월 25일. 2015년 11월 21일에 확인함.
37. ↑  “「초고속! 참근교」속편, 사사키 쿠라노스케 등 친숙한 캐스트 결집! 염원의 후쿠시마 로케 실현”. 《영화.com》 (주식회사 영화.com). 2015년 9월 28일. 2015년 11월 15일에 확인함.
38. ↑  “후카다 쿄코, 나가세 토모야와 부부 역 출연 영화 「하늘을 나는 타이어」 추가 캐스트 37명 발표”. 《ORICON NEWS》. 오리콘. 2017년 8월 31일. 2017년 9월 1일에 확인함.
39. ↑  “후카다 쿄코 『Ｏｎｌｙ　Ｍｙ　Ｖｅｎｕｓ』”. 주사전NEWS. 2020년 8월 2일. 2020년 12월 26일에 확인함.
40. ↑  “【후카다 쿄코 인터뷰 : 그의 1】열연중인 첫 무대  「백만 번째 산 고양이」가 오사카”. 칸사이 워커. 2015년 10월 2일. 2016년 4월 12일에 확인함.
41. ↑  “목소리의 게스트 출연”. 《2020년 영화 「날아라 호빵맨 둥실둥실 후와리과 구름의 나라」 공식 사이트》. 2020년 3월 26일에 확인함.
42. ↑  “후카다 쿄코 「앨리스」 속편에서 다시 흰색 여왕! 히라타 히로아키 & 박로미도 연임”. 영화.com. 2016년 6월 3일. 2016년 6월 3일에 확인함.
43. ↑  “후카다 쿄코, 프랑스 문화를 만끽! 세느강에서 다바디 씨와 대담도...”. 텔레비전 도갓찌. 2018년 9월 14일. 2018년 9월 20일에 확인함.
44. ↑  “NHK 다큐멘터리 - 철저히 프랑스! 후카다 쿄코의 자포니즘 2018”. NHK. 2018. 2018년 10월 30일에 원본 문서에서 보존된 문서. 2018년 10월 31일에 확인함.
45. ↑  “노래하는 여배우들~Part 1 만만치 않은 후카다 쿄코”. 《All About》. 올어바웃. 2002년 5월 29일. 2020년 9월 25일에 원본 문서에서 보존된 문서. 2019년 5월 18일에 확인함.
46. 1 2 3  “요시다 호주의 빠듯한 리뷰!! Vol.10 후카다 쿄코 「Dear...」 후카다 쿄코의 실험적인 인스트루멘털 앨범”. 《ORICON STYLE》. 오리콘. 2013년 12월 8일. 2019년 5월 18일에 원본 문서에서 보존된 문서. 2019년 5월 18일에 확인함.
47. ↑  “【오리콘】후카다 쿄코의 사진집이 부문 1위 란제리 모습도 화제”. ORICON STYLE. 2014년 3월 20일. 2014년 8월 12일에 확인함.
48. ↑  “서퍼 후카쿙 흰색 비키니 건강미가 눈부신!”. 시네마투데이. 2014년 11월 25일. 2014년 11월 27일에 확인함.
49. 1 2  “후카다 쿄코가 섹시 & 액티브 사진 2권 동시 발매”. 《닛칸스포츠》. 2016년 7월 5일. 2016년 7월 5일에 확인함.
50. ↑  “후카다 쿄코, 34세 생일에 올해 3권째의 사진집 아름다운 부품의 매력에 육박”. 《ORICON STYLE》. 2016년 10월 31일. 2016년 10월 31일에 확인함.
51. ↑  “후카다 쿄코, 드레스를 벗어 던지고 예쁜 바디 드러내 “올해 최다”의 반향 발매 전 재발행 결정 <palpito>”. 모델프레스. 2017년 12월 9일. 2018년 1월 31일에 확인함.
52. ↑  ““지금이 가장 아름다운” 후카다 쿄코, 비키니 건강한 아름다움”. 《모델프레스》. 인터넷 네이티브. 2018년 8월 27일. 2018년 9월 19일에 확인함.
53. ↑  “후카다 쿄코 2호 연속 등장의 주 프레 아름다운 몸매 과시”. 동스포web. 2020년 5월 11일. 2021년 1월 13일에 원본 문서에서 보존된 문서. 2021년 1월 11일에 확인함.
54. ↑  “후카다 쿄코가 네일 퀸 전당 「자신에 대한 보상」”. ORICON STYLE. 2010년 11월 29일. 2015년 1월 24일에 확인함.
55. ↑  “후카다 쿄코 : 결혼 반지는 「계획 없다」 2번째 보석 베스트 드레서상에 기쁨”. 《MANTANWEB》. 2015년 1월 22일. 2015년 1월 23일에 원본 문서에서 보존된 문서. 2015년 1월 24일에 확인함.
56. ↑  “후카다 쿄코 2017년 “가장 아름다운 얼굴”로 선정 가슴이 살짝 보이는 미려 드레스 차림”. 모델프레스. 2017년 12월 13일. 2018년 7월 26일에 확인함.
57. ↑  “후카다 쿄코, 아름다운 버스트 & 각선미 대담한 피로 SEXY 드레스 압권의 기운 <제42회 일본 아카데미상>”. 《모델프레스》. 인터넷 네이티브. 2019년 3월 1일. 2021년 4월 14일에 확인함.
58. ↑  “제10회 더 텔레비젼 드라마 아카데미 여우주연상 수상 인터뷰 내용”. 《더 텔레비전》. KADOKAWA. 2021년 4월 13일에 확인함.